# Cal (culture in vitro)
Pour les articles homonymes, voir Cal.

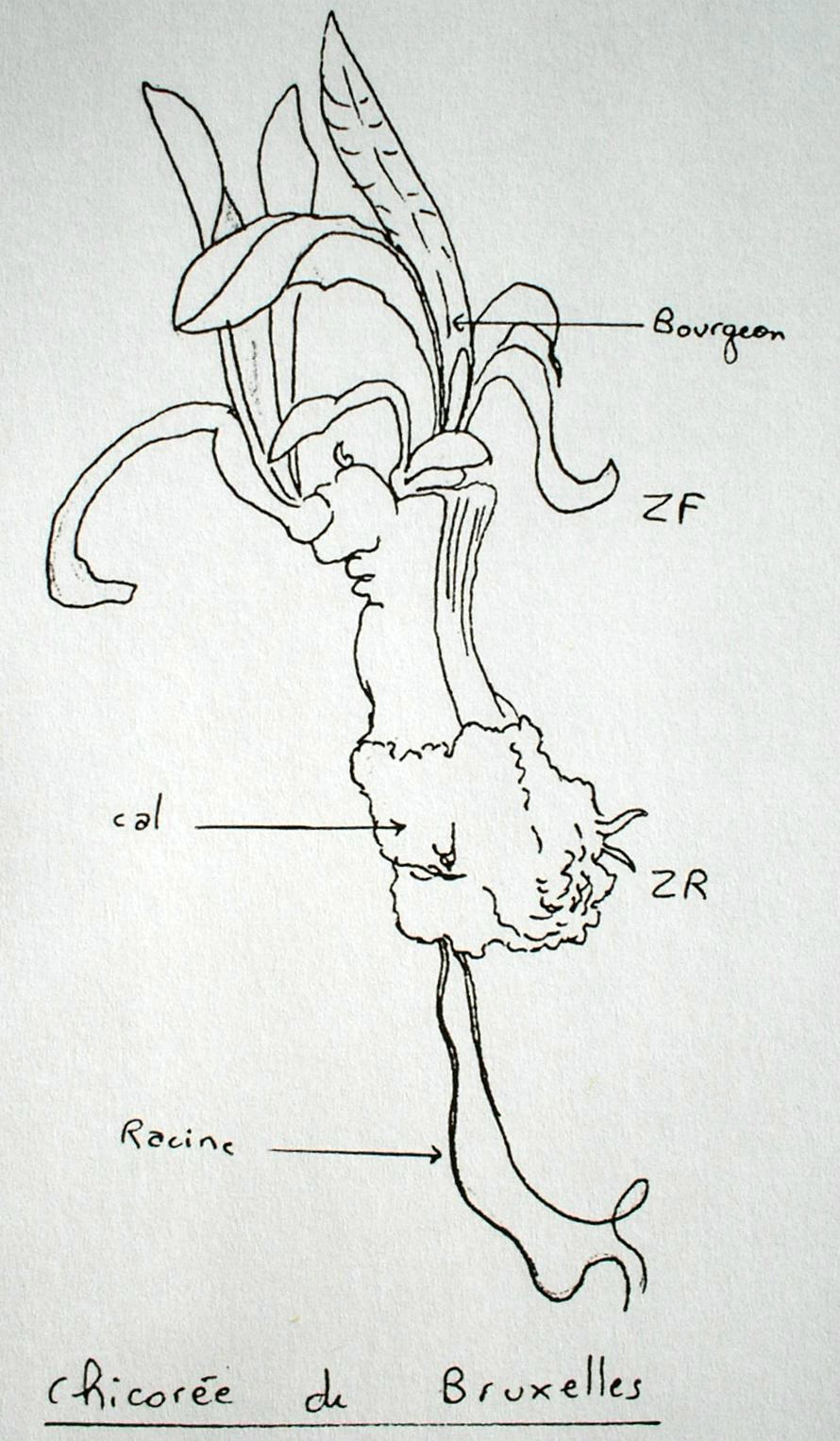
Cal obtenue à la zone racinaire (ZR) d'une "frite" de chicorée de Bruxelles, mise en culture in vitro

Un cal est une structure de prolifération cellulaire obtenue notamment en  culture in vitro par l'ajout d'hormones végétales.
On utilise le phénomène de la totipotence végétale en dédifférenciant les cellules d'un explant prélevé sur la plante mère. Les cals sont des amas de cellules indifférenciées.
L'obtention de cals est intéressante dans la perspective de production de plants multipliés végétativement. Pour cela, après une dispersion des cellules, on déclenche l'embryogenèse avec un jeu d'hormones végétales sur le cal obtenu. Une fois les embryons bien formés, on les stabilise et on met en place un enrobage nutritif et une protection appropriée.
Les hormones végétales impliquées dans ce phénomène, n'ont été découvertes que dans les années 60. Ainsi, on produit des cals en culture in vitro avec la présence de lait de coco dans le milieu de culture. Ce n'est que trente ans plus tard que l'on y trouve la zéatine, une cytokinine. 
Les cals sont des structures tissulaires qui apparaissent naturellement lors du bouturage de certaines espèces telles Crassula ou Opuntia. Ce sont deux espèces qu'on multiplie très facilement en laissant sécher quelques jours la bouture avant de la placer dans un substrat sableux. Alors se forme un cal.